# Schlesische Gebirgsbahn

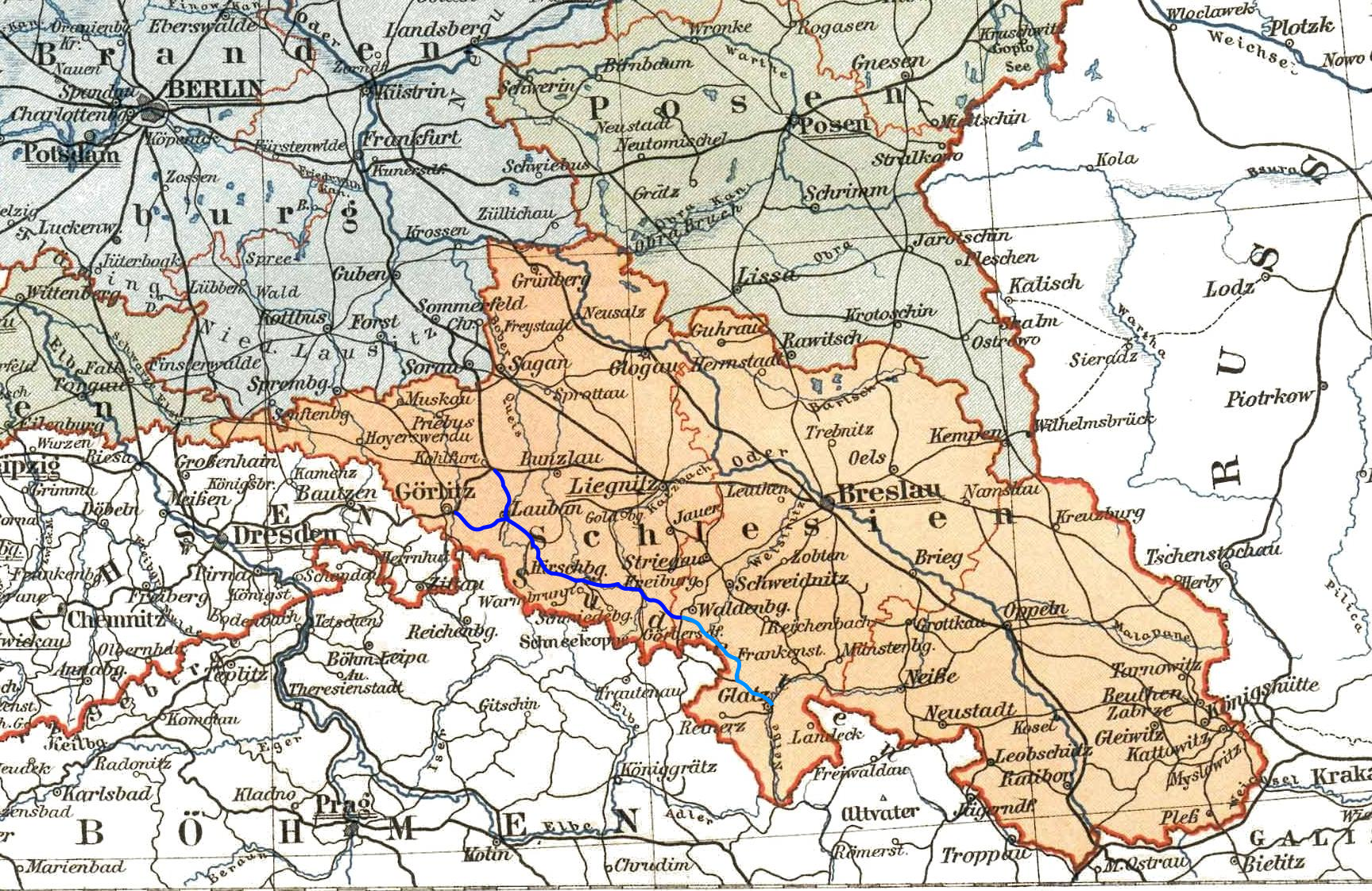
Schlesische Gebirgsbahn

Die Schlesische Gebirgsbahn ist eine Eisenbahnverbindung im heutigen Polen, die ursprünglich durch die Preußische Staatsbahn erbaut und betrieben wurde.

## Geschichte
Die ursprünglich geplante Schlesische Gebirgsbahn von Kohlfurt über Lauban und Dittersbach nach Glatz nebst den Seitenlinien Görlitz—Lauban, Ruhbank—Liebau und Dittersbach—Altwasser mit Anschluss an die Breslau-Schweidnitz-Freiburger Eisenbahn war als Teilstück einer neuen durchgehenden Eisenbahnverbindung zwischen Berlin und Wien geplant. Bedingt durch den politischen Interessenkonflikt zwischen Preußen und Österreich, der 1866 im Deutschen Krieg mündete, ließ sich dieses Vorhaben nur verzögert realisieren und erreichte nie die angedachte Bedeutung.
Als Teil der Schlesischen Gebirgsbahn gelten heute folgende Eisenbahnstrecken:
- Die Bahnstrecke Zgorzelec–Wałbrzych (Görlitz–Waldenburg-Dittersbach),
- als nordwestlicher Zweig die Bahnstrecke Węgliniec–Lubań (Kohlfurt–Lauban),
- als östliche Verlängerung die Bahnstrecke Wałbrzych–Kłodzko (Waldenburg-Dittersbach–Glatz).